# Richard Wurmbrand
Richard Wurmbrand (Bucareste, 24 de março de 1909 — Torrance, 17 de fevereiro de 2001) foi um  pastor e escritor evangélico romeno, fundador da Missão A Voz dos Mártires. Ficou conhecido mundialmente por ser preso e torturado pelo regime comunista-ateísta da  Romênia, por mais de uma década. Apesar de tudo o que sofreu, ele jamais pregou o ódio aos comunistas ou reclamou de seus sofrimentos, sempre defendeu que o comunismo deve ser vencido com amor. Ele escreveu mais tarde: "Os anos de prisão não me pareceram tão longos, porque descobri, sozinho em minha cela, que além da fé e do amor, há em Deus um deleite: um profundo e extraordinário êxtase de felicidade, a que nada no mundo pode comparar".

## Biografia

### Sua vida antes de ser cristão
Richard Wurmbrand, o mais novo de quatro filhos, nasceu em 1909 em Bucareste, em uma família judaica. Ele viveu com sua família em Istambul por um curto tempo, seu pai morreu quando ele tinha 9 anos. Sua infância foi muito cruel e desde muito cedo ele era ateu convicto, conforme ele mesmo relata.[carece de fontes?]
“Fiquei órfão nos primeiros anos de vida. Fui criado numa família onde nenhuma religião era admitida, então não recebi qualquer educação religiosa quando criança. Como resultado de uma infância cruel, que incluiu conhecer a pobreza durante os duros anos da Primeira Guerra Mundial, aos quatorze anos eu estava tão convicto do ateísmo como os comunistas de hoje” (Wurmbrand, 2008, p. 10)
Em outro livro da autoria dele, ele escreve
“Meus estudos foram deficientes, mas tínhamos em casa muitos livros. Antes dos dez anos eu já havia lido todos, e me tornei tão cético quanto Voltaire, a quem eu admirava” (Wurmbrand, 2009, p. 17)
Quando ele tinha 15 anos sua família voltou à Romênia, ele se aprofundou nos estudos da filosofia marxista, chegando estudar em Moscou por um curto tempo, embora tenha sido preso várias vezes pela Siguranţa Statului (polícia secreta) mantido na prisão Doftana, Wurmbrand tornou-se um notável líder comunista, tornando-se agente da Terceira Internacional Comunista - Comintern , fundada por Lenin. Casou-se com Sabina Oster em 26 de outubro de 1936.[carece de fontes?]

### Prisões

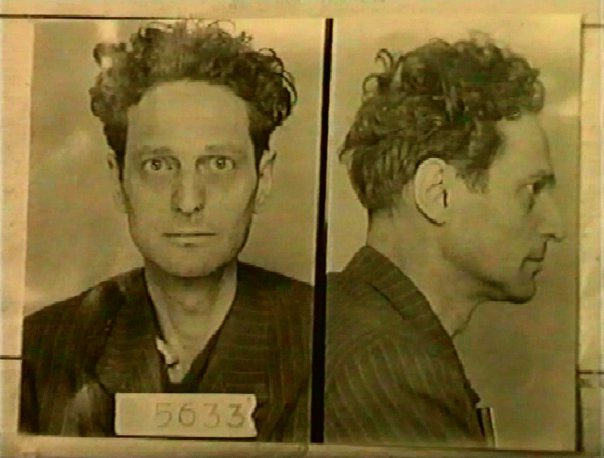
Richard Wurmbrand detido por volta de 1948.

Wurmbrand, que passou pelos Estabelecimentos Penais de Craiova, Gherla, o Danube-Black Sea Canal, Văcăreşti, Malmaison, Cluj, finalmente, Jilava, solitária onde passou três anos. Sua esposa, Sabina, foi in presa em 1950, passou três anos em Danube-Black Sea Canal em trabalho escravo. Wurmbrand foi libertado da primeira prisão em 1956, depois de oito anos e meio. Embora avisado para não pregar, retomou todos elementos de trabalho na Igreja Subterrânea. Foi preso novamente em 1959 e condenado a 25 Anos. Durante sua prisão, foi torturado e espancado.
Foi solto pela Amnistia em 1964. Preocupados com a possibilidade de que Wurmbrand fosse mais uma vez para a prisão, a "Norwegian Mission to the Jews" e também "Hebrew Christian Alliance" negociaram as autoridades comunistas para sua libertação por US$ 10.000. Foi convencido pelos Líderes da Igreja Subterrânea a sair do país para se tornar a Voz da Igreja Perseguida.[carece de fontes?]

## Missão A Voz dos Mártires
A Voz dos Mártires é uma organização inter-denominacional cristã, dedicada a ajudar a igreja perseguida no mundo inteiro. A Voz dos Mártires foi fundada em 1967 pelo pastor Richard Wurmbrand, que ficou preso 14 anos na Romênia por sua fé em Cristo. Sua esposa, Sabina, ficou presa por três anos. Na década de 1960, Richard, Sabina, e seu filho, Mihai, foram extraditados da Romênia. Através de suas viagens, os Wurmbrands espalharam a mensagem das atrocidades que os cristãos enfrentam em países restritos, ao estabelecer uma rede de escritórios dedicados a ajudar a Igreja Perseguida.[carece de fontes?]

## Livros escritos
- 100 Prison Meditations
- Alone With God: New Sermons from Solitary Confinement
- Answer to Half a Million Letters
- Christ On The Jewish Roads
- From Suffering To Triumph!
- From The Lips Of Children
- If Prison Walls Could Speak
- If That Were Christ, Would You Give Him Your Blanket?
- In God's Underground (Há uma versão na língua portuguesa com o título: Nos subterrâneos de Deus)
- Jesus (Friend to Terrorists)
- Marx & Satan
- Was Karl Marx A Satanist? (Há uma versão na língua portuguesa com o título: Era Karl Marx um satanista?)
- My Answer To The Moscow Atheists
- My Correspondence With Jesus
- Reaching Toward The Heights
- The Oracles of God
- The Overcomers
- The Sweetest Song
- The Total Blessing
- Tortured for Christ (Há uma versão na língua portuguesa com o título: Torturado por amor a Cristo)
- Victorious Faith
- With God In Solitary Confinement
- The End of Christ

## Videografia
- Richard and Sabina Wurmbrand - documentario em DVD.
- Torchlighters: The Richard Wurmbrand Story - DVD com animação voltada para crianças de 8 a 12 anos.